# Півмісяцева лінія
Півмісяцева лінія (лат. Linea semilunaris) — вигнута сухожильна лінія, сформована з кожного боку по зовнішньому краю прямих м'язів живота.

## Епоніми
В медичній літературі півмісяцеву лінію часто називають спігелієвою лінією (англ. Spigelian line, лат. linea Spigelii): на честь Адріана ван ден Спігеля (нім. Adriaan van den Spiegel) — бельгійського хірурга і анатома, який вперше описав цей анатомічний утвір.

## Структура
Права і ліва півмісяцеві лінії відповідають зовнішнім межам прямих м'язів живота. Вони простягаються від хряща IX ребра до лобкового горбка і формуються апоневрозом внутрішнього косого м'язу живота за лінією його переходу в прямий м'яз живота. Вище дугоподібної лінії (лат. Linea semicircularis) півмісяцева лінія посилюється спереду зовнішнім косим м'язом живота, ззаду — поперечним м'язом живота.

## Клінічне значення
Півмісяцева лінія є типовою ділянкою утворення гриж спігелевої лінії (інша назва — Спігелієва грижа або латеральна вентральна грижа)